# Sandy Mouche

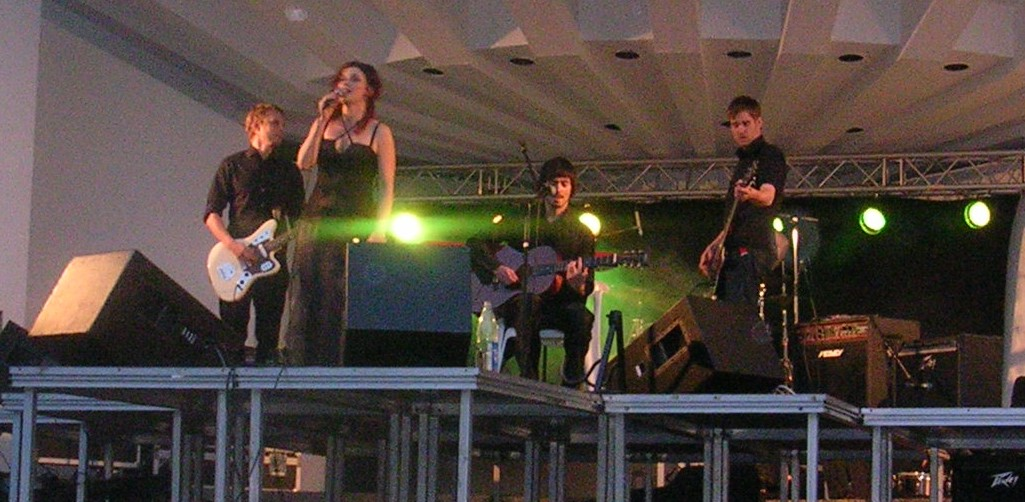
Spelning i Lund 2005.

Sandy Mouche, svenskt band från Malmö som spelar och sjunger popmusik på franska och engelska. Bandet är en kvintett bestående av fyra män och en sångerska. Låtarna skrivs av bandmedlemmarna Helena Josefsson och Martinique Josefsson. De andra tre i bandet heter Ola, Danyal och Per.
Debutalbumet White lucky dragon utgavs i september 2004. Innan dess hade bandet varit omskrivet som demoband.
De har sedan dess också släppt ...and poems for the unborn som släpptes år 2006.